# Algathia montecapitis
Algathia montecapitis là một loài tò vò trong họ Ichneumonidae.